# 加藤雄大
加藤 雄大（、1943年〈昭和18年〉1月1日 - ）は、日本映画の撮影監督、アメリカン・フィルム・インスティテュートナショナルメンバー。日本映画撮影監督協会所属。台湾台北州台北市 出身。

## 経歴
1961年に東京工業高校機械科を卒業し、東宝に撮影助手として入社。1970年に東宝映画に移籍した後、1985年からフリーとなる。

## 代表作

### 撮影助手時代
- 1963年3月1日 - 天国と地獄
- 1963年7月13日 - 日本一の色男
- 1967年10月28日 - クレージーの怪盗ジバコ
- 1967年12月16日 - 怪獣島の決戦 ゴジラの息子（撮影応援[6]）
- 1969年11月1日 - 日本一の断絶男
- 1977年6月4日 - 八甲田山

### 撮影監督時代
- 1978年1月21日 - 白夜の調べ
- 1979年8月4日 - トラブルマン 笑うと殺すゾ
- 1979年12月22日 - 関白宣言
- 1981年8月8日 - 連合艦隊[2][1]
- 1981年12月19日 - 近頃なぜかチャールストン[2]
- 1981年12月20日 - すっかり…その気で!
- 1983年8月4日 - TOSHI in TAKARAZUKA Love Forever ラブ・フォーエバー
- 1984年1月14日 - ヨーロッパ特急[2]
- 1984年7月7日 - 夏服のイヴ
- 1985年2月9日 - 菩提樹の丘
- 1985年10月10日 - 山下少年物語[2]
- 1986年2月15日 - 童貞物語
- 1986年4月19日 - ジャズ大名[2]
- 1987年10月10日 - ケニー[2]
- 1988年8月6日 - ピラミッドの彼方に ホワイト・ライオン伝説[2]
- 1989年12月16日 - ゴジラvsビオランテ[1][3]
- 1990年2月27日 - 花の季節[2]
- 1991年4月27日 - ストロベリーロード[1]
- 1992年4月18日 - 奇跡の山 さよなら、名犬平治
- 1992年6月13日 - マンハッタン・キス
- 1992年10月10日 - 勝利者たち
- 1993年5月15日 - 極東黒社会
- 1994年2月5日 - ラストソング[1]
- 1995年8月12日 - EAST MEETS WEST
- 1995年9月2日 - さよならニッポン! GOODBYE JAPAN
- 1999年12月11日 - ゴジラ2000 ミレニアム[1][3]
- 2007年6月23日 - 転校生 -さよなら あなた-
- 2007年8月18日 - 22才の別れ Lycoris 葉見ず花見ず物語
- 2012年4月7日 - この空の花 長岡花火物語
- 2020年 -時の行路

### ビデオ作品
- 1994年12月9日 - チンピラ仁義 極楽とんぼ
- 1995年3月24日 - 闇ゴルファー2 黄金のパター

### 監督作品
- 2010年1月 - 手のひらの幸せ

## 受賞歴
- 1995年第18回日本アカデミー賞：優秀撮影賞『ラストソング』[5][1][7]